# Cosmophorus
Cosmophorus is een geslacht van vliesvleugelige insecten (Hymenoptera) uit de familie van de schildwespen (Braconidae).

## Soorten
- C. adebratti van Achterberg, 2000
- C. alboterminalis Quicke & van Achterberg, 2000
- C. brevicaudatus van Achterberg, 2000
- C. brevipetiolatus Quicke & van Achterberg, 2000
- C. capeki Loan & Matthews, 1973
- C. cembrae Ruschka, 1925
- C. curvatus van Achterberg, 2000
- C. choui van Achterberg, 2000
- C. dendroctoni Viereck, 1925
- C. dentifer Quicke & van Achterberg, 2000
- C. depressus van Achterberg, 2000
- C. fusciceps Quicke & van Achterberg, 2000
- C. godfrayi Quicke & van Achterberg, 2000
- C. harrysi van Achterberg, 2000
- C. henscheli Ruschka, 1925
- C. hopkinsii Ashmead, 1896
- C. hypothenemi Brues, 1909
- C. infuscatus van Achterberg, 2000
- C. klugii Ratzeburg, 1848
- C. laricio Shaw, 2009
- C. madagascariensis Quicke, Areekul & Le Courtois, 2005
- C. mesocaudatus van Achterberg, 2000
- C. minutus van Achterberg, 2000
- C. narendrani Hedqvist, 2004
- C. pityophthori Rohwer, 1917
- C. qilianshanensis Yang, 1996
- C. regius Niezabitowski, 1910
- C. reticulatus van Achterberg, 2000
- C. robustus van Achterberg, 2000
- C. roubali Capek, 1958
- C. rugitergitus Chen & van Achterberg, 1997
- C. taiwanensis van Achterberg, 2000
- C. undulatus Belokobylskij, 2000